# Ranunculus ambigens
Ranunculus ambigens är en ranunkelväxtart som beskrevs av S. Wats.. Ranunculus ambigens ingår i släktet ranunkler, och familjen ranunkelväxter. Inga underarter finns listade i Catalogue of Life.